# Färöische Fußballmeisterschaft der Frauen 1993
Die Färöische Fußballmeisterschaft der Frauen 1993 wurde in der 1. Deild genannten ersten färöischen Liga ausgetragen und war insgesamt die neunte Saison. Sie startete am 9. Mai 1993 und endete am 26. September 1993.
Aufsteiger GÍ Gøta kehrte nach zwei Jahren in die höchste Spielklasse zurück. Meister wurde HB Tórshavn, die den Titel somit zum vierten Mal erringen konnten. Titelverteidiger Skála ÍF landete auf dem sechsten Platz. Absteigen musste hingegen GÍ Gøta nach einem Jahr Erstklassigkeit.
Im Vergleich zur Vorsaison verschlechterte sich die Torquote auf 2,86 pro Spiel, was den niedrigsten Schnitt seit Einführung der 1. Deild 1985 bedeutete und bisher auch nicht unterboten wurde. Den höchsten Sieg erzielte VB Vágur mit einem 8:0 im Heimspiel gegen GÍ Gøta am achten Spieltag, was zugleich das torreichste Spiel darstellte.

## Modus
In der 1. Deild spielte jede Mannschaft an 14 Spieltagen jeweils zwei Mal gegen jede andere. Die punktbeste Mannschaft zu Saisonende stand als Meister dieser Liga fest, die letzte Mannschaft stieg in die 2. Deild ab.

## Saisonverlauf

### Meisterschaftsentscheidung
Sowohl B36 Tórshavn als auch HB Tórshavn gewannen jeweils ihre ersten vier Spiele. Am fünften Spieltag setzte sich HB im direkten Duell mit einem 2:1-Heimsieg gegenüber B36 an die Tabellenspitze. Die Führung wurde auch durch zwei 0:1-Niederlagen in den Auswärtsspielen gegen VB Vágur und KÍ Klaksvík am achten sowie neunten Spieltag nicht abgegeben, da auch B36 gegen VB am sechsten Spieltag mit 1:2 auf heimischen Platz verlor und durch zwei Unentschieden weitere Punkte ließ. Bis auf den letzten Spieltag gewann HB die restlichen Partien. Die Entscheidung um die Meisterschaft fiel am vorletzten Spieltag durch einen 2:1-Auswärtssieg von HB Tórshavn gegen Skála ÍF, so dass VB Vágur den Abstand von drei Punkten nicht mehr aufholen konnte.

### Abstiegskampf
SÍ Sumba fand sich zu Beginn der Saison am Tabellenende wieder. Durch einen 1:0-Heimsieg gegen Skála ÍF konnte am dritten Spieltag kurzzeitig der sechste Platz belegt werden, danach pendelte die Mannschaft zwischen dem vorletzten und letzten Platz. Am neunten Spieltag gelang durch einen 2:1-Sieg im Heimspiel gegen VB Vágur der nächste doppelte Punktgewinn, woraufhin der Abstand zum nun Letztplatzierten GÍ Gøta vergrößert werden konnte. Diese mussten bis zum zehnten Spieltag auf ihren zweiten Sieg warten. Nach dem 5:0-Erfolg am zweiten Spieltag gegen EB Eiði wurde dort B36 Tórshavn zu Hause mit 1:0 besiegt, so dass das Team wieder punktgleich mit SÌ Sumba war. Am elften Spieltag trennten sich beide Mannschaften im direkten Duell 1:1 in Sumba. An den nächsten beiden Spieltagen verloren der Vorletzte und Letzte jeweils ihre Spiele, so dass der letzte Spieltag die Entscheidung um den Abstieg bringen musste. SÍ Sumba kam nicht über ein 0:0 bei EB Eiði hinaus. Trotz zwischenzeitlicher Führung gelang GÍ Gøta durch ein 1:1 bei HB Tórshavn auch nur ein Unentschieden, so dass GÍ bei schlechterer Tordifferenz absteigen musste.

## Abschlusstabelle
| Pl. | Verein          | Sp. | S  | U | N | Tore    | Diff. | Punkte |
| --- | --------------- | --- | -- | - | - | ------- | ----- | ------ |
| 1.  | HB Tórshavn     | 14  | 11 | 1 | 2 | 031:700 | +24   | 23:50  |
| 2.  | VB Vágur        | 14  | 10 | 1 | 3 | 032:700 | +25   | 21:70  |
| 3.  | KÍ Klaksvík     | 14  | 9  | 0 | 5 | 030:800 | +22   | 18:10  |
| 4.  | EB Eiði         | 14  | 4  | 5 | 5 | 012:250 | −13   | 13:15  |
| 5.  | B36 Tórshavn    | 14  | 5  | 2 | 7 | 025:180 | +7    | 12:16  |
| 6.  | Skála ÍF (M, P) | 14  | 4  | 3 | 7 | 015:170 | −2    | 11:17  |
| 7.  | SÍ Sumba        | 14  | 2  | 3 | 9 | 006:360 | −30   | 07:21  |
| 8.  | GÍ Gøta (N)     | 14  | 2  | 3 | 9 | 009:420 | −33   | 07:21  |

| (N) | Aufsteiger       |
| (M) | Meister 1992     |
| (P) | Pokalsieger 1992 |

## Spiele und Ergebnisse
|              | B36 | EB  | GI  | HB  | KÍ  | Sumba | Skála | VB  |
| ------------ | --- | --- | --- | --- | --- | ----- | ----- | --- |
| B36 Tórshavn |     | 0:1 | 6:0 | 0:3 | 3:1 | 7:0   | 1:1   | 1:2 |
| EB Eiði      | 2:2 |     | 3:0 | 0:2 | 1:0 | 0:0   | 1:1   | 0:0 |
| GÍ Gøta      | 1:0 | 5:0 |     | 0:3 | 0:7 | 0:0   | 1:2   | 0:5 |
| HB Tórshavn  | 2:1 | 3:0 | 1:1 |     | 1:0 | 5:0   | 2:1   | 2:1 |
| KÍ Klaksvík  | 2:0 | 6:0 | 2:0 | 1:0 |     | 3:0   | 3:0   | 1:0 |
| SÍ Sumba     | 0:1 | 2:3 | 1:1 | 0:5 | 0:4 |       | 1:0   | 2:1 |
| Skála ÍF     | 0:2 | 1:1 | 4:0 | 1:2 | 2:0 | 2:0   |       | 0:1 |
| VB Vágur     | 3:1 | 3:0 | 8:0 | 1:0 | 1:0 | 4:0   | 2:0   |     |

## Torschützenliste
Bei gleicher Anzahl von Treffern sind die Spielerinnen nach dem Nachnamen alphabetisch geordnet.
| Platz | Spieler                | Mannschaft   | Tore |
| ----- | ---------------------- | ------------ | ---- |
| 1     | Helga Ellingsgaard     | HB Tórshavn  | 11   |
| 2     | Judith E. Joensen      | B36 Tórshavn | 10   |
| 3     | Margreth Augustinussen | VB Vágur     | 09   |
| 3     | Guðrun í Lágabø        | VB Vágur     | 09   |
| 5     | Malan Klakkstein       | KÍ Klaksvík  | 07   |
| 6     | Gunrid á Plógv         | HB Tórshavn  | 06   |
| 7     | Oda Andreasen          | HB Tórshavn  | 05   |
| 7     | Mary Krosslá           | VB Vágur     | 05   |
| 7     | Anna Vesturdal         | EB Eiði      | 05   |
| 10    | Jóhanna á Bergi        | B36 Tórshavn | 04   |
| 10    | Ása Jacobsen           | HB Tórshavn  | 04   |
| 10    | Irdi L. Jacobsen       | KÍ Klaksvík  | 04   |
| 10    | Laila Mikkelsen        | Skála ÍF     | 04   |
| 10    | Súna Mørk              | B36 Tórshavn | 04   |
| 10    | Birgit Ryan            | KÍ Klaksvík  | 04   |

## Spielstätten
| Mannschaft   | Stadion          | Spielort   |
| ------------ | ---------------- | ---------- |
| B36 Tórshavn | Gundadalur       | Tórshavn   |
| EB Eiði      | Á Mølini         | Eiði       |
| GÍ Gøta      | Sarpugerði       | Norðragøta |
| HB Tórshavn  | Gundadalur       | Tórshavn   |
| KÍ Klaksvík  | Við Djúpumýrar   | Klaksvík   |
| SÍ Sumba     | Á Krossinum      | Sumba      |
| Skála ÍF     | Undir Mýruhjalla | Skáli      |
| VB Vágur     | Á Eiðinum        | Vágur      |

## Schiedsrichter
Folgende Schiedsrichter, darunter auch einer aus Dänemark, leiteten die 56 Erstligaspiele (zu sechs Spielen fehlen die Daten):
| Name                 | Stammverein     | Spiele |
| -------------------- | --------------- | ------ |
| Preben Olsen         | VB Vágur        | 05     |
| Oddmar Andreasen     | HB Tórshavn     | 03     |
| Arthur Ellingsgaard  | EB Eiði         | 03     |
| Lassin Isaksen       | KÍ Klaksvík     | 03     |
| Petur Erhard Kjærbo  | SÍ Sumba        | 03     |
| Halgeir í Dali       | B36 Tórshavn    | 02     |
| Óli Heri Joensen     | B68 Toftir      | 02     |
| Georg Kjærbo         | SÍ Sumba        | 02     |
| Jón Láadal           | ÍF Streymur     | 02     |
| Christian B. Nielsen | Fram Tórshavn   | 02     |
| Andreas Poulsen      | GÍ Gøta         | 02     |
| Árni Vang            | ÍF Fuglafjørður | 02     |

Weitere 19 Schiedsrichter leiteten jeweils ein Spiel.

## Die Meistermannschaft
In Klammern sind die Anzahl der Einsätze sowie die dabei erzielten Tore genannt.
| 1. | HB Tórshavn |
|    | Oda Andreasen (11/5) \| Rannvá Dam (7/1) \| Eyðvør úr Dímun (13/1) \| Kára á Dunga (12/0) \| Birita Ellefsen (4/0) \| Durita Ellefsen (10/0) \| Helga Ellingsgaard (14/11) \| Elsa Grønagarð (1/0) \| Gunrid Hansen (14/6) Malan Hansen (5/0) \| Maria Svabo Hansen (11/0) \| Anja Husgaard (1/0) \| Ása Jacobsen (14/4) \| Elly E. Joensen (7/0) \| Guðrið Joensen (5/0) \| Rannvá Joensen (14/2) \| Rakul Lamhauge (10/0) \| Sigrun Mikkelsen (2/0) \| Malan Mohr (7/0) \| Gry Patursson (7/0) \| ohne Einsatz: Diana Mouritsen - Trainer: Malan Mohr, Áki Davidsen |

## Nationaler Pokal
Im Landespokal gewann B36 Tórshavn mit 2:1 gegen ÍF Fuglafjørður. Meister HB Tórshavn schied im Viertelfinale mit 0:1 nach Verlängerung gegen VB Vágur aus.